# Lundberg
Lundberg ist ein ortsbezogen gebildeter schwedischer Familienname. Der Name setzt sich zusammen aus lund mit der Bedeutung „Hain, Wäldchen“ und berg mit der Bedeutung „Berg, Gebirge“.

## Namensträger
- Amadeus Lundberg (* 1989), finnischer Sänger und Tangokönig
- Britt Lundberg (* 1963), finnische Politikerin
- Emelie Lundberg (* 1993), schwedische Fußballspielerin
- Emil Lundberg (Wasserspringer) (1863–1945), schwedischer Wasserspringer
- Emil Lundberg (Eishockeyspieler, 1982) (* 1982), schwedischer Eishockeyspieler
- Emil Lundberg (Eishockeyspieler, 1993) (* 1993), schwedischer Eishockeyspieler
- Emma Lundberg (1869–1953), schwedische Künstlerin und Landschaftsgärtnerin
- Erik Lundberg (1907–1987), schwedischer Volkswirt und Ökonom
- Erik Lundberg (Skateboarder), schwedischer Skateboarder
- Fred Børre Lundberg (* 1969), norwegischer Nordischer Kombinierer
- Fredrik Lundberg (Mediziner) (Fredrik Albertinus Lundberg; 1825–1882), schwedischer Tierarzt
- Fredrik Lundberg (Unternehmer) (* 1951), schwedischer Unternehmer
- Fredrik Lundberg (Journalist) (Lars Fredrik Lundberg; * 1970), schwedischer Journalist
- Gabriel Lundberg (* 1994), dänischer Basketballspieler
- George Andrew Lundberg (1895–1966), US-amerikanischer Soziologe
- George D. Lundberg, US-amerikanischer Mediziner
- Gustaf Lundberg (Maler) (1695–1786), schwedischer Maler
- Gustaf Lundberg (Forstwirtschaftler) (1882–1961), schwedischer Forstwirtschaftler und Hochschullehrer
- Jan-Åke Lundberg (* 1954), schwedischer Fußballspieler
- John G. Lundberg (* 1942), US-amerikanischer Ichthyologe
- Johnny Lundberg (* 1982), schwedischer Fußballspieler
- Knud Lundberg (1920–2002), dänischer Fußball-, Handball- und Basketballspieler
- Kristina Lundberg (* 1985), schwedische Eishockeyspielerin
- Lennart Arvid Lundberg (1863–1931), schwedischer Pianist, Komponist und Musikpädagoge
- Lotta Lundberg (* 1961), schwedische Schriftstellerin
- Lucie Lundberg (1908–1983), schwedische Kinderbuchillustratorin
- Magnus Lundberg (* 1972), schwedischer Kirchenhistoriker
- Marie Söderström-Lundberg (* 1960), schwedische Langstreckenläuferin
- Mark Lundberg (1958–2008), US-amerikanischer Opernsänger
- Martin Lundberg (* 1990), schwedischer Eishockeyspieler
- Mikael Lundberg (Herpetologe) (* 1963), schwedischer Herpetologe
- Mikael Lundberg (Golfspieler) (* 1973), schwedischer Golfspieler
- Odd Lundberg (1917–1983), norwegischer Eisschnellläufer
- Peter Lundberg (* 1961), amerikanischer Bildhauer
- Ragnar Lundberg (1924–2011), schwedischer Leichtathlet
- Sigfrid Lundberg (1895–1979), schwedischer Radrennfahrer
- Sofia Lundberg (* 1974), schwedische Schriftstellerin
- Ulla-Lena Lundberg (* 1947), finnische Autorin
- Viktor Lundberg (* 1991), schwedischer Fußballspieler